# 29 januari
29 januari is de 29ste dag van het jaar in de gregoriaanse kalender. Hierna volgen nog 336 dagen (337 dagen in een schrikkeljaar) tot het einde van het jaar.

## Gebeurtenissen
- Algemeen
  - 1629 - De broers Willem Lodewijk, Johan, Ernst Casimir en Otto van Nassau en Saarbrücken verdelen hun bezittingen. Willem Lodewijk krijgt het graafschap Saarbrücken, Johan krijgt Idstein, Ernst Casimir krijgt Weilburg, en Otto krijgt Neuweilnau. Het graafschap Saarwerden blijft gemeenschappelijk bezit.
  - 1998 - Het Nieuw Republikeins Genootschap roept te Amsterdam de Derde Republiek der Nederlanden uit.
  - 2024 - Na een flinke explosie en grote brand in een woningcomplex aan de Schammenkamp in Rotterdam, zijn er drie mensen vermist en zijn diverse gebouwen ingestort.

- Bouwkunst en architectuur
  - 1996 - Het operagebouw La Fenice in Venetië brandt bijna volledig af.

- Criminaliteit en veiligheid
  - 1973 - In het Gelderse Enspijk vindt de eerste gijzeling in Nederland plaats.
  - 1979 - Brenda Ann Spencer schiet twee volwassenen en acht kinderen neer, naar eigen zeggen omdat ze "op maandag wat leven in de brouwerij wilde brengen".

- Infrastructuur
  - 2009 - In de Rotterdamse metro wordt de strippenkaart vrijwel afgeschaft.
  - 2011 - In de buurt van Maagdenburg, Duitsland komen een goederentrein en een passagierstrein in botsing. 10 mensen laten hierbij het leven.
  - 2025 - Door een botsing van American Eagle-vlucht 5342 en een legerhelikopter komen 64 personen om het leven. Zij waren op de vlucht van de Wichita Dwight D. Eisenhower National Airport in Wichita naar Ronald Reagan Washington National Airport maar kwamen om in de Potomac (rivier).
- Gezondheid
  - 1896 - Emile Grubbe past voor het eerst röntgenstraling toe bij de behandeling van borstkanker.

- Kunst en cultuur
  - 1987 - De later met een Gouden Kalf bekroonde film Vroeger is dood van regisseur Ine Schenkkan gaat in première.
  - 2004 - Gerrit Komrij treedt af als eerste Nederlandse Dichter des Vaderlands.

- Media
  - 1832 - Het nog steeds bestaande tijdschrift de Militaire Spectator wordt opgericht.
  - 2015 - In Nederland dringt een gewapende man het gebouw van de Nederlandse Omroep Stichting (NOS) binnen en eist zendtijd in het achtuurjournaal. Hij wordt overmeesterd door de politie. Lees verder.
  - 2022 - De 80-jarige presentatrice Tineke de Nooij zet een punt achter haar carrière en wordt benoemd tot Ridder in de Orde van Oranje-Nassau.
  - 2024 - EO zendt op NPO Zapp de eerste aflevering van het televisieprogramma Stip it: de pestbril uit. Presentatrice Anne-Mar Zwart spreekt in dit programma met kinderen en laat hen met behulp van Virtual Reality meemaken hoe het is om gepest te worden. Het programma is onderdeel van de Stip it (Samen Tegen Iemand Pesten) actie van NPO Zapp.[1]
  - 2024 - AVROTROS zendt op NPO 1 de eerste aflevering van het vierde seizoen van het televisieprogramma Kamp Van Koningsbrugge uit. De presentatie is in handen van Jeroen van Koningsbrugge.[2]

- Politiek
  - 1574 - De Geuzen verslaan de Spanjaarden tijdens een zeeslag op de Oosterschelde (Slag bij Reimerswaal).
  - 1676 - Feodor III wordt tsaar van Rusland.
  - 1861 - Kansas ratificeert de Grondwet van de Verenigde Staten van Amerika en treedt toe tot de Unie als 34e staat.[3]
  - 1891 - Liliuokalani wordt koningin van Hawaï.
  - 1966 - Het Akkoord van Luxemburg treedt in werking. Het beoogt een einde te maken aan een institutionele crisis die in juni 1965 in de Europese Gemeenschappen was ontstaan.
  - 1968 - Het ADR-verdrag treedt in werking. Het regelt het internationaal vervoer van gevaarlijke goederen over de weg.
  - 1996 - President Jacques Chirac kondigt aan de Franse kernproeven te beëindigen.
  - 2002 - In zijn State of the Union-toespraak gebruikt de Amerikaanse president George W. Bush de term "As van het kwaad" voor landen waarvan de regering zich in de ogen van de VS schuldig maakt aan het beschermen van het terrorisme.
  - 2005 - Op het partijcongres neemt de PvdA een 'beginselmanifest' aan. Hiermee wordt afscheid genomen van het beginselprogramma uit 1977, waarin de nationalisatie van belangrijke industrieën, banken en verzekeringsmaatschappijen werd bepleit.
  - 2008 - Samak Sundaravej wordt de 56e premier van Thailand.
  - 2017 - In de Roemeense hoofdstad Boekarest protesteren meer dan 50.000 mensen tegen de aangekondigde versoepeling van de anticorruptiewetgeving.

- Sport
  - 1906 - De Nederlandse schaatser Coen de Koning vestigt het werelduurrecord op de schaats in Davos: in één uur tijd schaatst hij 32370 m.
  - 1939 - Op initiatief van Maurice van Nieuwenhuizen wordt de "Nederlandsche Jiu-Jitsu Bond" (NJJB) opgericht, een van de voorlopers van de Judo Bond Nederland.
  - 1964 - In Innsbruck beginnen de IXe Olympische Winterspelen.
  - 1994 - Schaatsster Christine Aaftink verbetert in Calgary haar eigen Nederlands record op de 500 meter (40,34 seconden) met een tijd van 40,24 seconden.
  - 2000 - Schaatsster Andrea Nuyt scherpt in Calgary het Nederlands record van Marianne Timmer (38,47 seconden) aan en noteert een tijd van 38,15.
  - 2011 - De Belgische tennisster Kim Clijsters wint voor de eerste maal de Australian Open. Zij verslaat de Chinese Li Na in drie sets: 3-6, 6-3, 6-3.
  - 2012 - De Servische tennisser Novak Đoković verdedigt met succes zijn titel op de Australian Open. Hij verslaat de Spaanse tennisser Rafael Nadal in vijf sets: 5-7, 6-4, 6-2, 6-7(7) en 7-5.
  - 2012 - De Nederlandse schaatser Stefan Groothuis wint het wereldkampioenschap sprint in de Olympic Oval te Calgary.
  - 2022 - De Australische tennisster Ashleigh Barty wint voor eigen publiek de finale van de Australian Open in het damestennis door de Amerikaanse Danielle Collins in twee sets te verslaan.
  - 2023 - De Servische tennisser Novak Djokovic wint voor de 10e keer de Australian Open bij de mannen. Daarmee schrijft hij zijn 22e grandslamtitel op zijn naam, evenveel als Rafael Nadal.[4]

- Wetenschap en technologie
  - 1616 - Jacob le Maire en Willem Cornelisz Schouten ontdekken de doorgang naar de Grote Oceaan bij Kaap Hoorn.
  - 1886 - Karl Benz deponeert de rechten voor de ’Patent Motorwagen’, die algemeen wordt beschouwd als het eerste voertuig dat specifiek werd ontworpen om door een verbrandingsmotor te worden aangedreven. Deze wordt algemeen gezien als de eerste auto.
  - 1989 - Phobos 2 bereikt Mars en komt in een baan om de planeet.[5] Doel van de missie: Bestuderen van de twee Marsmanen Phobos en Deimos.
  - 1998 - Zestien landen tekenen de akkoorden voor het Internationaal ruimtestation ISS.
  - 2004 - Een Progress bevoorradingsraket wordt gelanceerd om de eerste lading wetenschappelijke experimenten naar het ISS te brengen.
  - 2010 - Eerste vlucht van een Soechoj PAK FA, een multirole gevechtsvliegtuig, dat vanaf 2015 de MiG-29 en Soe-27 van de Russische luchtmacht zal vervangen.
  - 2024 - Lancering van een Falcon 9 raket van SpaceX vanaf Kennedy Space Center Lanceercomplex 39 voor de Starlink group 6-38 missie met 23 Starlink satellieten.[6]
  - 2024 - Lancering van een Falcon 9 raket van SpaceX vanaf Vandenberg Space Force Base SLC-4E voor de Starlink group 7-12 missie met 22 Starlink satellieten.[7]

## Geboren

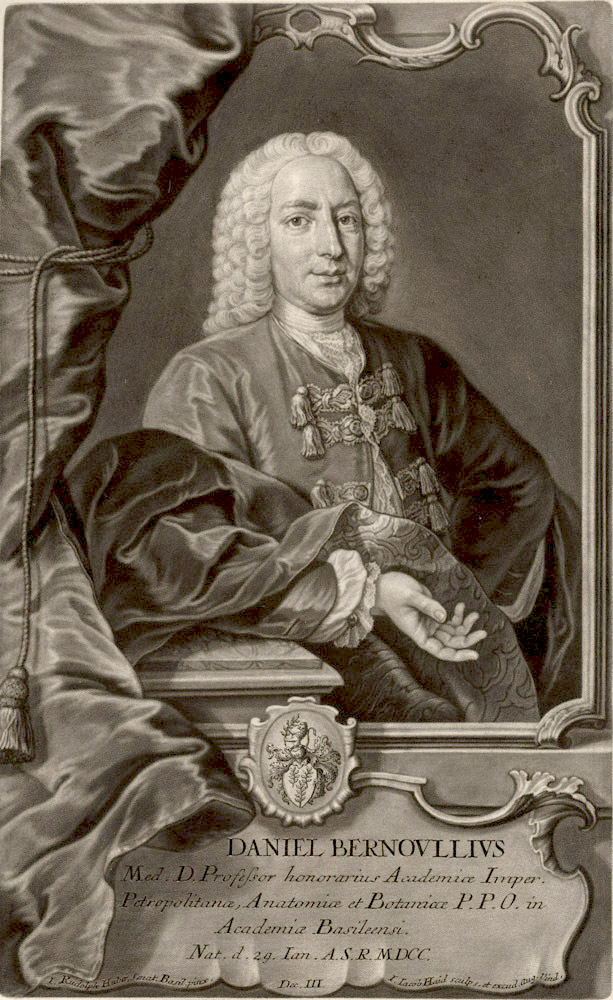
Daniel Bernoulli
geboren in 1700

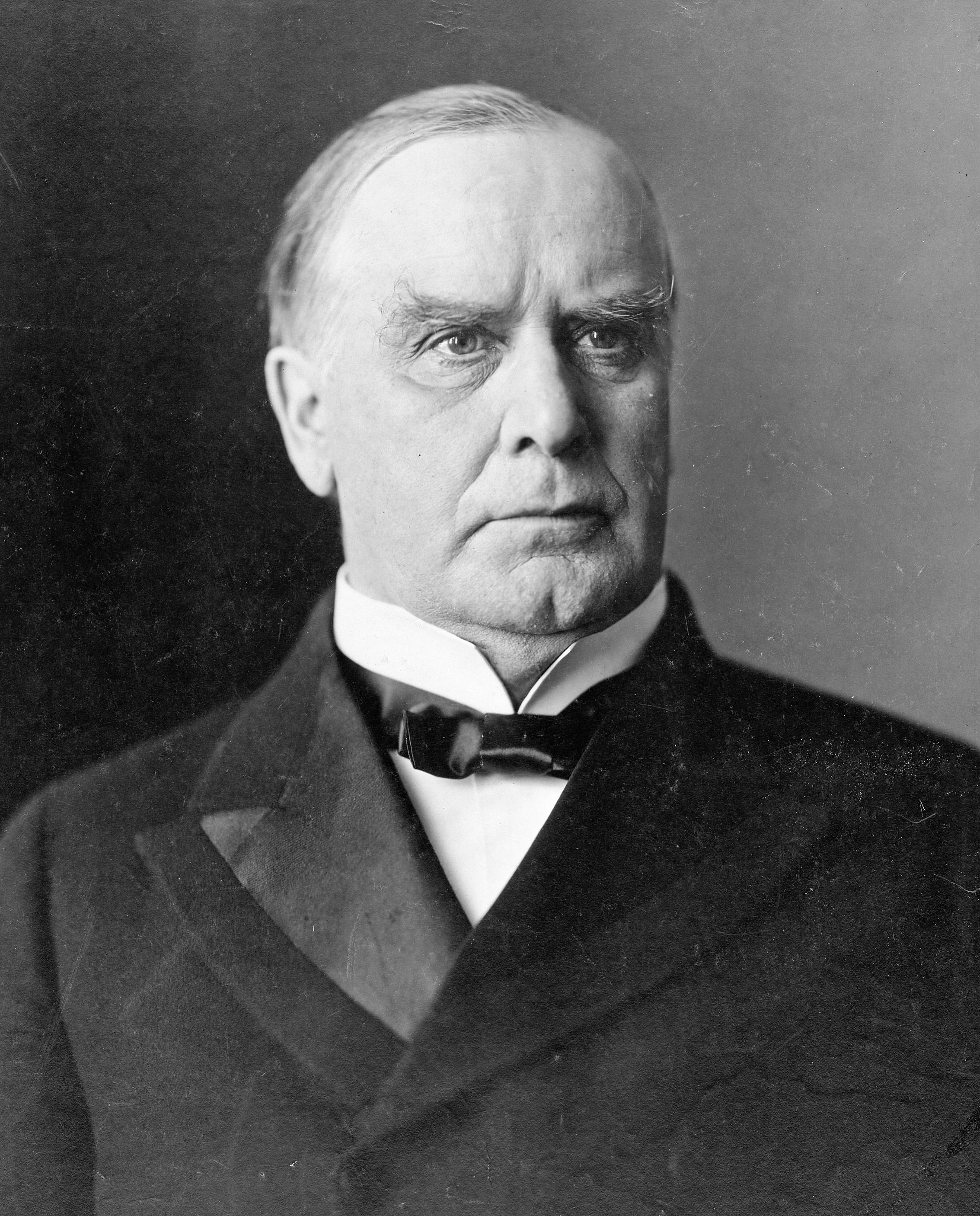
William McKinley
geboren in 1843

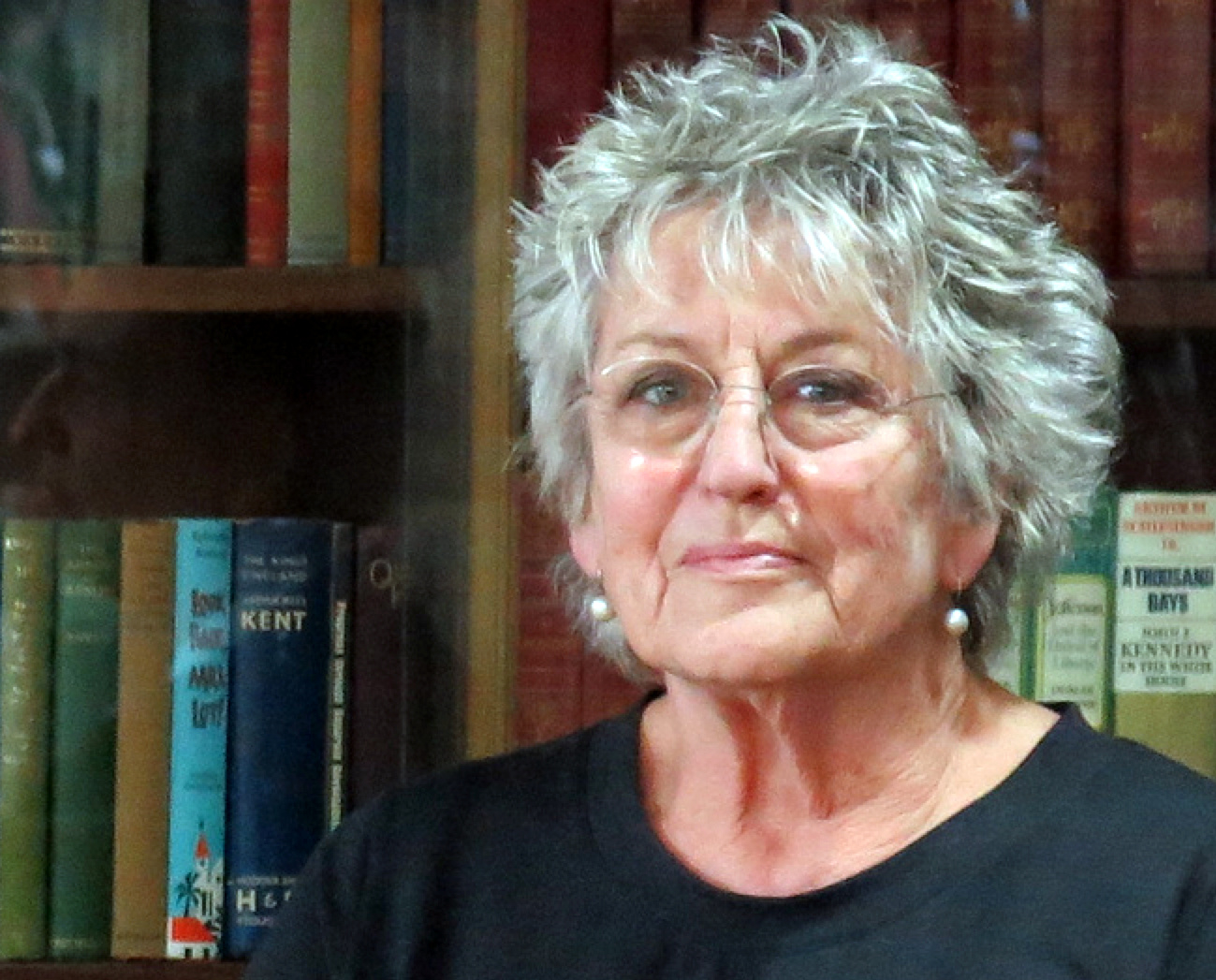
Germaine Greer
geboren in 1939

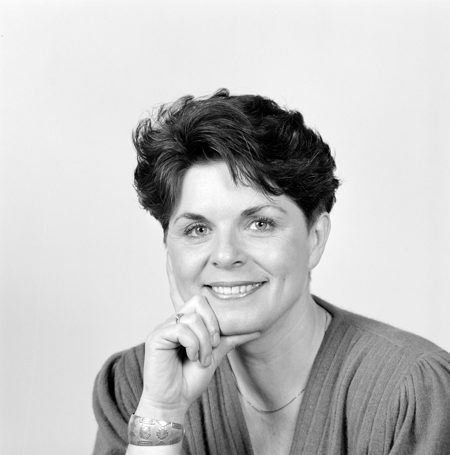
Nelleke van der Krogt
geboren in 1948

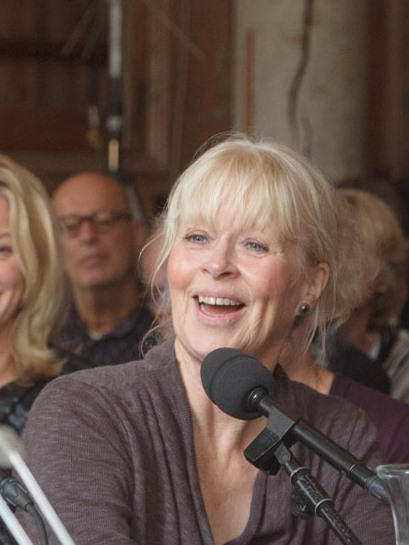
Annegreet van Bergen
geboren in 1954

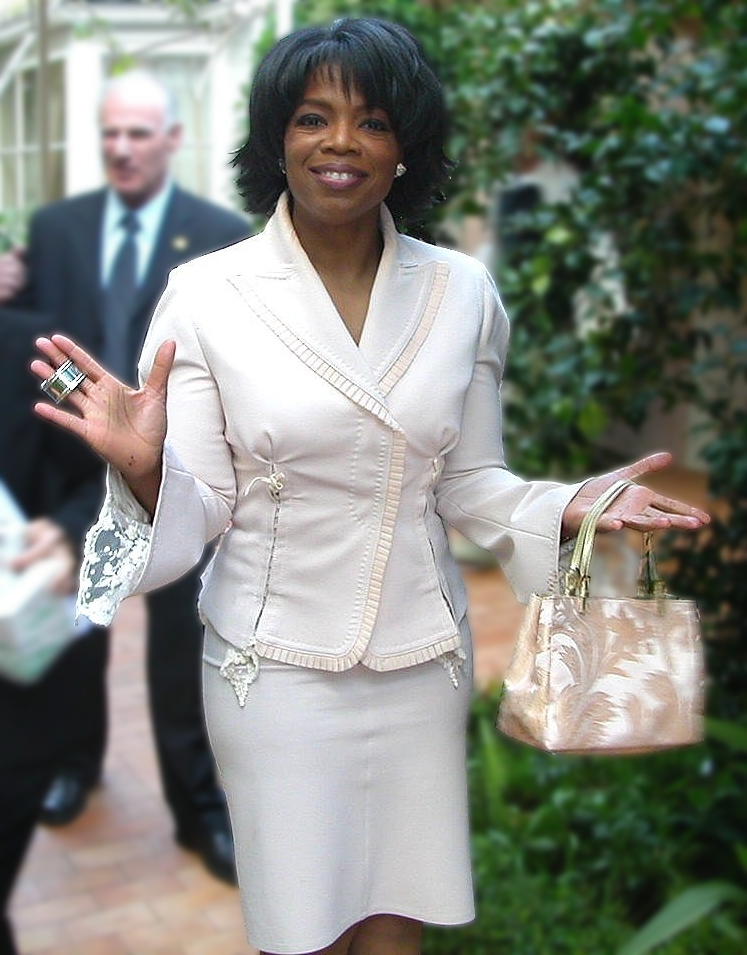
Oprah Winfrey
geboren in 1954

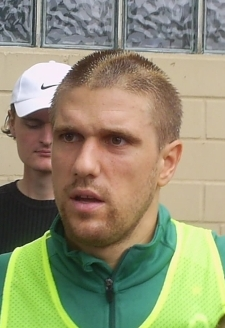
Ivan Klasnić
geboren in 1980

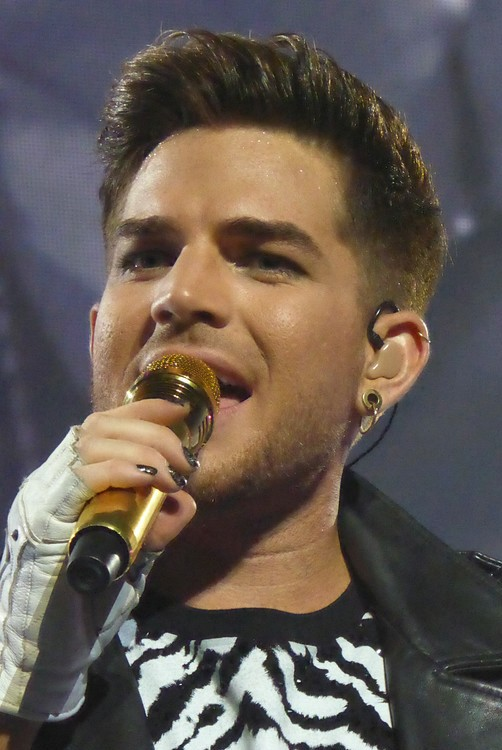
Adam Lambert
geboren in 1982

- 1455 - Johannes Reuchlin, Duits filosoof en humanist (overleden 1522)
- 1688 - Emanuel Swedenborg, Zweeds wetenschapper (overleden 1772)
- 1689 - Hubert Kornelisz. Poot, Nederlands dichter (overleden 1733)
- 1700 - Daniel Bernoulli, Nederlands-Zwitsers wis- en natuurkundige (overleden 1782)
- 1737 - Thomas Paine, Engels filosoof en revolutionair (overleden 1809)
- 1749 - Christiaan VII van Denemarken (overleden 1808)
- 1782 - Daniel Auber, Frans componist (overleden 1871)
- 1801 - Johannes van Bree, Nederlands componist (overleden 1857)
- 1804 - Arend Roodenburg, Nederlands architect (overleden 1884)
- 1810 - Ernst Kummer, Duits wiskundige (overleden 1893)
- 1817 - John Callcott Horsley, Engels kunstschilder (overleden 1903)
- 1831 - Mary Anne Barker, Brits schrijfster (overleden 1911)
- 1840 - Albert Cornelis Vreede, Nederlands hoogleraar (overleden 1908)
- 1843 - William McKinley, 25ste president van de Verenigde Staten (overleden 1901)
- 1850 - Ebenezer Howard, Brits stedenbouwkundige (overleden 1928)
- 1859 - Virginie Amélie Avegno Gautreau, Frans-Amerikaans socialite (overleden 1915)
- 1860 - Anton Tsjechov Russisch toneelschrijver en arts (overleden 1904)
- 1863 - Frederick Delius, Brits componist (overleden 1934)
- 1866 - Romain Rolland, Frans schrijver (overleden 1944)
- 1873 - Marinus Adrianus Koekkoek, Nederlands tekenaar en schilder (overleden 1944)
- 1876 - Havergal Brian, Brits componist (overleden 1972)
- 1884 - Henri ten Holt, Nederlands kunstschilder, tekenaar en etser (overleden 1968)
- 1886 - Frans van Haaren, Nederlands jurist en burgemeester (overleden 1945)
- 1887 - Wellington Koo, Chinees politicus, diplomaat en rechter (overleden 1985)
- 1889 - Rudolf Mauersberger, Duits componist en cantor (overleden 1971)
- 1891 - Henri Van Lerberghe, Belgisch wielrenner (overleden 1966)
- 1900 - Willem Hussem, Nederlands kunstschilder en dichter (overleden 1974)
- 1901 - Petrus Antonius Nierman, Nederlands bisschop van Groningen (overleden 1976)
- 1904 - Leen Korpershoek, Nederlands zwemmer (overleden 1989)
- 1905 - Barnett Newman, Amerikaans kunstschilder (overleden 1970)
- 1905 - Gaston Rebry, Belgisch wielrenner (overleden 1953)
- 1907 - Gerard Desmet, Belgisch wielrenner (overleden 1979)
- 1914 - Francisco Rodrigo, Filipijns politicus en schrijver (overleden 1998)
- 1915 - Johnny McDowell, Amerikaans autocoureur (overleden 1952)
- 1918 - John Forsythe, Amerikaans acteur (overleden 2010)
- 1920 - Ferdinand Fiévez, Nederlands politicus (overleden 1991)
- 1921 - Hervé van de Werve d'Immerseel, Belgisch politicus (overleden 2013)
- 1923 - Alie Stijl, Nederlands zwemster (overleden 1999)
- 1924 - Jacek Nieżychowski, Pools acteur, zanger en cabaretier (overleden 2009)
- 1925 - Pier Tania, Nederlands presentator (overleden 1995)
- 1927 - Heinz Renneberg, Duits roeier (overleden 1999)
- 1928 - Lee Shau Kee, Chinees zakenman uit Hongkong (overleden 2025)
- 1929 - Jerry Hoyt, Amerikaans autocoureur (overleden 1955)
- 1929 - Puggy Pearson, Amerikaans pokerspeler (overleden 2006)
- 1931 - Ferenc Mádl, president van Hongarije (overleden 2011)
- 1932 - Tommy Taylor, Engels voetballer (overleden 1958)
- 1933 - Ladislav Demeterffy, Kroatisch zanger (overleden 2010)
- 1935 - Piet Olofsen, Nederlands atleet (overleden 2013)
- 1935 - Victor Stenger, Amerikaans deeltjesfysicus, filosoof, auteur en skepticus (overleden 2014)
- 1936 - James Jamerson, Amerikaans bassist (overleden 1983)
- 1936 - Walter Lewin, Nederlands natuurkundige en sterrenkundige
- 1939 - Germaine Greer, Australisch literatuurwetenschapper, publiciste en feministe
- 1940 - Kunimitsu Takahashi, Japans motor- en autocoureur (overleden 2022)
- 1942 - Claudine Longet, Frans actrice en zangeres
- 1942 - Jean Wadoux, Frans atleet
- 1943 - Hans Rebele, Duits voetballer (overleden 2023)
- 1944 - Julia García-Valdecasas, Spaans minister (overleden 2009)
- 1944 - Hans Plomp, Nederlands schrijver en dichter (overleden 2024)
- 1944 - Pauline van der Wildt, Nederlands zwemster
- 1945 - Willy Dullens, Nederlands voetballer (overleden 2024)
- 1945 - Ibrahim Boubacar Keïta, Malinees politicus (overleden 2022)
- 1945 - Lennaert Nijgh, Nederlands schrijver en tekstdichter (overleden 2002)
- 1945 - Susan Rothenberg, Amerikaans beeldend kunstenares (overleden 2020)
- 1945 - Tom Selleck, Amerikaans acteur
- 1947 - Linda B. Buck, Amerikaans biologe en Nobelprijswinnares
- 1947 - Ans Markus, Nederlands kunstenares
- 1947 - Harry Mens, Nederlands makelaar en televisiepresentator
- 1948 - Nelleke van der Krogt, Nederlands televisiepresentatrice
- 1949 - Jevgeni Lovtsjev, Sovjet voetballer
- 1950 - Jody Scheckter, Zuid-Afrikaans autocoureur
- 1952 - Gerrit 't Hart, Nederlands organist
- 1952 - Tommy Ramone, Amerikaans drummer (overleden 2014)
- 1954 - Annegreet van Bergen, Nederlands journaliste en schrijfster
- 1954 - Oprah Winfrey, Amerikaans televisiepresentatrice
- 1956 - Gülmira Mambetalieva, Kirgizisch historicus en schrijver (overleden 2017)
- 1957 - Jac Bico, Nederlands zanger
- 1957 - Diane Delano, Amerikaans actrice (overleden 2024)
- 1957 - Marnic De Meulemeester, Belgisch politicus
- 1958 - Judy Norton-Taylor, Amerikaans actrice
- 1958 - Linda Smith, Brits comédienne (overleden 2006)
- 1958 - Patrick Sneyers, Belgisch autocoureur
- 1960 - Matthew Ashford, Amerikaans acteur
- 1960 - Gia Carangi, Amerikaans topmodel (overleden 1986)
- 1960 - Greg Louganis, Amerikaans schoonspringer
- 1960 - Steve Sax, Amerikaans honkballer
- 1960 - Servais Verherstraeten, Belgisch politicus
- 1961 - Tony Neef, Nederlands artiest
- 1962 - Joke Kleijweg, Nederlands atlete
- 1962 - Nicholas Turturro, Amerikaans acteur
- 1964 - Jukka Turunen, Fins voetballer
- 1966 - Romário de Souza Faria (Romário), Braziliaans voetballer
- 1969 - Marieke Niestadt, Nederlands televisiepresentatrice
- 1969 - Serge Thill, Luxemburgs voetballer
- 1970 - Heather Graham, Amerikaans actrice
- 1970 - Jörg Hoffmann, Duits zwemmer
- 1970 - Paul Ryan, Amerikaans Republikeins politicus
- 1972 - Joseph Oosting, Nederlands voetballer
- 1973 - Fabien Foret, Frans motorcoureur
- 1974 - Grégory Houzé, Frans voetballer
- 1975 - Sara Gilbert, Amerikaans actrice
- 1976 - Karsten Kroon, Nederlands wielrenner
- 1976 - Belle Pérez, Belgisch zangeres
- 1977 - Ruddy Buquet, Frans voetbalscheidsrechter
- 1977 - Shalimar Jones, Curaçaos voetballer
- 1977 - Toshinari Suwa, Japans atleet
- 1978 - Martin Schmitt, Duits schansspringer
- 1978 - Bronwyn Thompson, Australisch atlete
- 1978 - Judith Visser, Nederlands schrijfster
- 1979 - Andrew Keegan, Amerikaans acteur
- 1979 - Paul Rabbering, Nederlands radio-dj
- 1980 - Ivan Klasnić, Kroatisch voetballer
- 1980 - Peter Løvenkrands, Deens voetballer
- 1980 - Jan Matura, Tsjechisch schansspringer en Noordse combinatieskiër
- 1980 - Jason James Richter, Amerikaans acteur
- 1981 - Álex Ubago, Spaans zanger
- 1982 - Adam Lambert, Amerikaans zanger/songwriter
- 1982 - Richard Terpstra, Nederlands voetballer
- 1983 - Bezunesh Bekele, Ethiopisch atlete
- 1985 - Marc Gasol, Spaans basketbalspeler
- 1985 - Isabel Lucas, Australisch actrice
- 1986 - Bryce Davison, Canadees kunstschaatser
- 1986 - Fiona Dewaele, Belgisch fotomodel
- 1986 - Alex Fiva, Zwitsers freestyleskiër
- 1986 - Simon Vukčević, Montenegrijns voetballer
- 1987 - Gao Chang, Chinees zwemster
- 1988 - Denys Boyko, Oekraïens voetballer
- 1988 - Halil Çolak, Nederlands voetballer
- 1988 - Tatjana Tsjernova, Russisch atlete
- 1989 - Rasheed Dwyer, Jamaicaans atleet
- 1989 - Melvin Koetsier, Nederlands voetballer
- 1989 - Kadene Vassell, Nederlands atlete
- 1990 - Carlijn Achtereekte, Nederlands schaatsster
- 1990 - Marielle Berger Sabbatel, Frans freestyleskiester
- 1990 - Rubén Murillo, Colombiaans baanwielrenner
- 1991 - Satomi Suzuki, Japans zwemster
- 1992 - David Pittard, Brits autocoureur
- 1993 - Michelle Larcher de Brito, Portugees tennisster
- 1993 - Valeri Qazaishvili, Georgisch voetballer
- 1994 - Boban Lazić, Nederlands voetballer
- 1994 - Phillipp Mwene, Oostenrijks-Keniaans voetballer
- 1995 - Carlo de Reuver, Nederlands voetballer
- 1995 - Bas Tietema, Nederlands wielrenner en youtuber
- 1996 - Orkan Çınar, Duits-Turks voetballer
- 1996 - Elena Møller-Rigas, Deens schaatsster
- 1996 - Vito van Crooij, Nederlands voetballer
- 1998 - Maxine van Breukelen, Nederlands zangeres
- 1998 - Jorge Martín, Spaans motorcoureur
- 1999 - Navajo Bakboord, Nederlands voetballer
- 2001 - Reda Akbib, Belgisch voetballer
- 2002 - Sanna Veerman, Nederlands gymnast
- 2003 - Simon Dalby, Deens wielrenner
- 2003 - Jarell Quansah, Engels-Schots voetballer
- 2003 - Gretchen Walsh, Amerikaans zwemster
- 2004 - Erriyon Knighton, Amerikaans atleet
- 2005 - Stijn Bultman, Nederlands voetballer
- 2006 - Kacper Sztuka, Pools autocoureur

## Overleden
- 1119 - Paus Gelasius II (60)

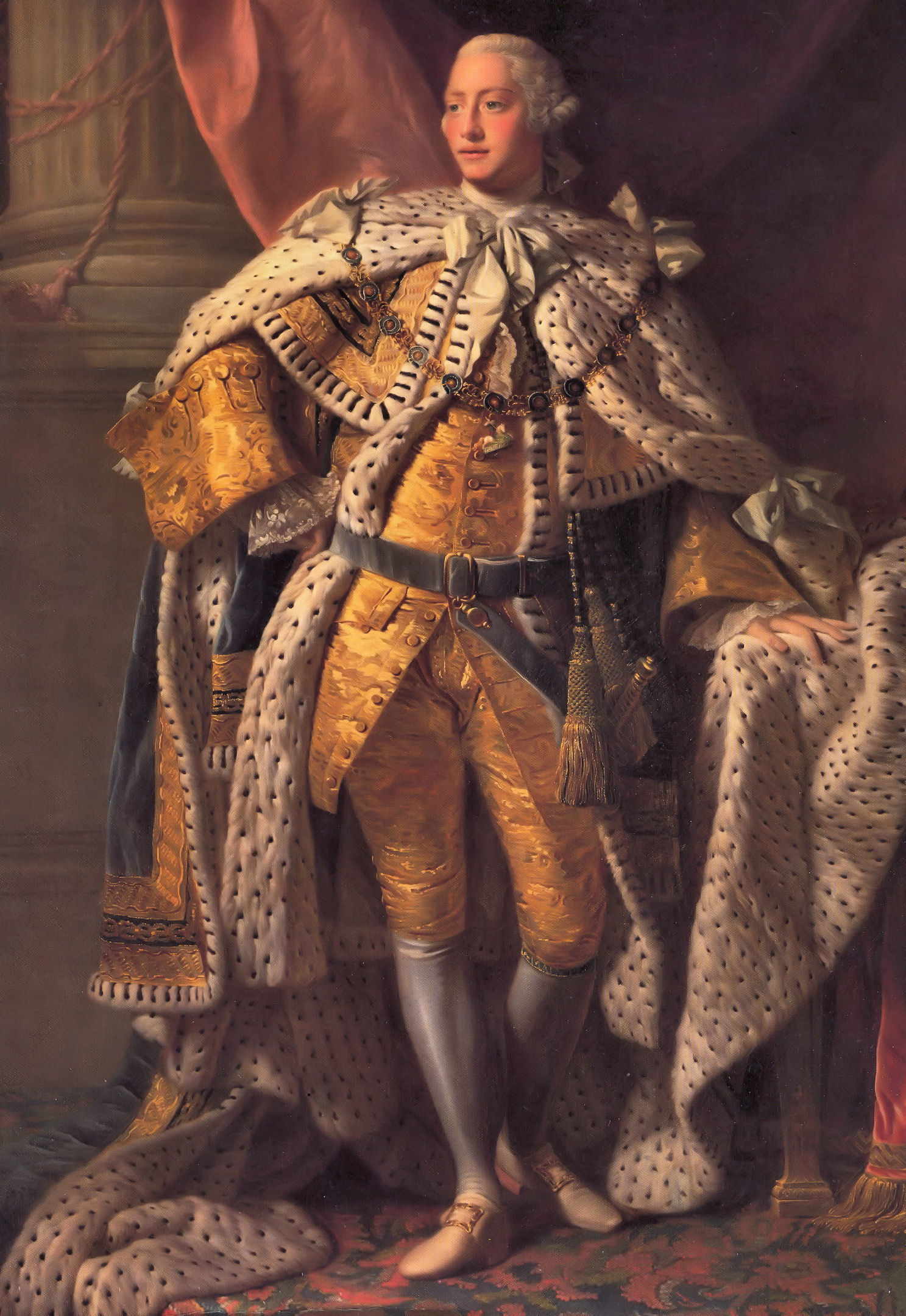
George III
overleden in 1820

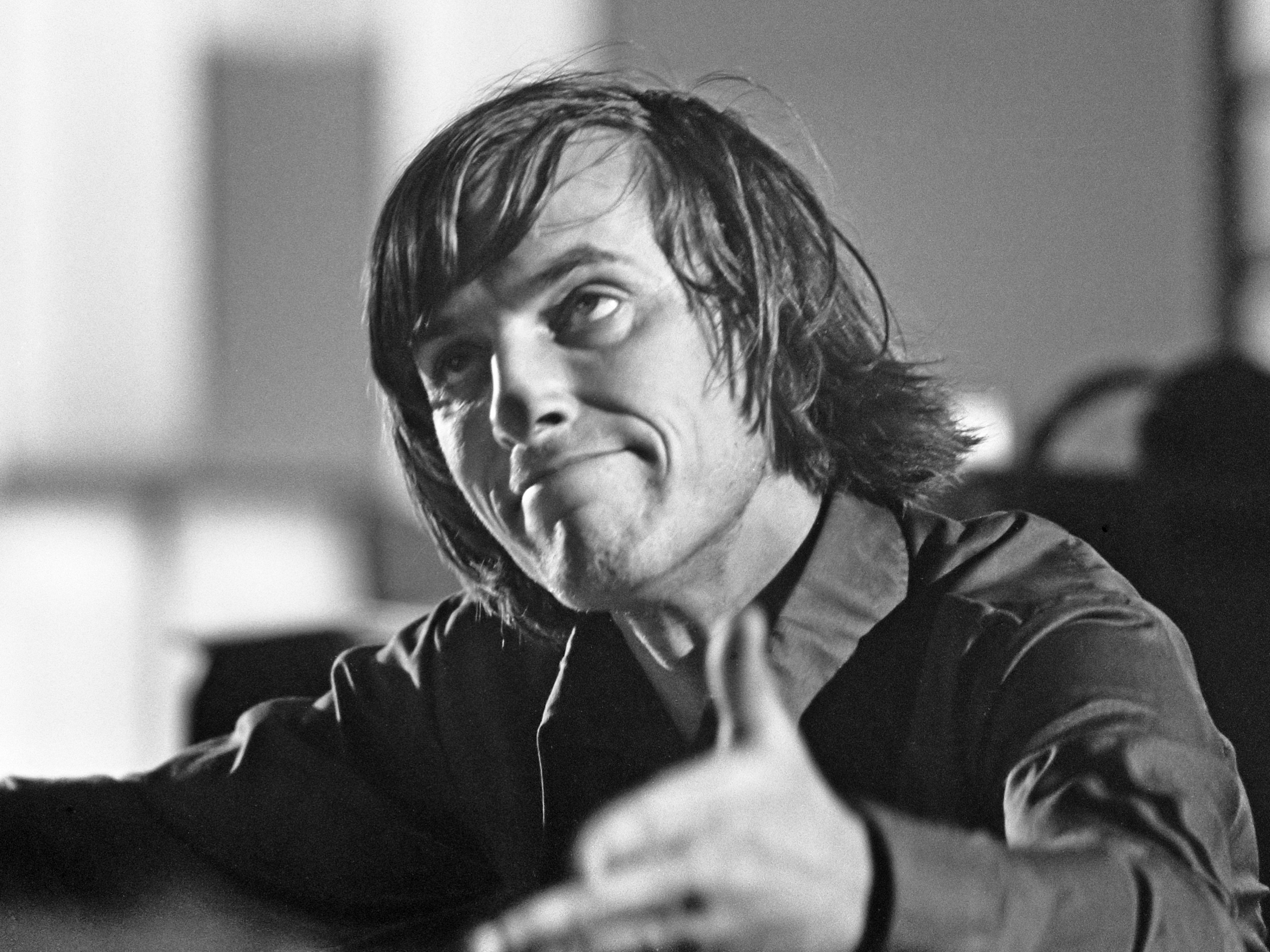
Rogier van Otterloo
overleden in 1988

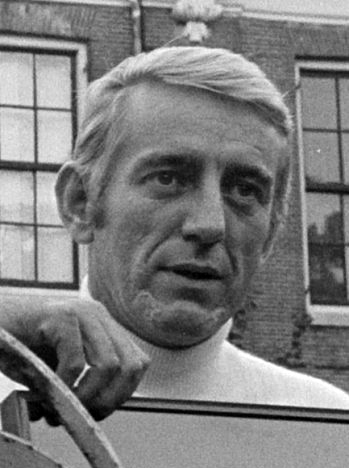
Rod McKuen
overleden in 2015

- 1695 - Paul Hermann (48), Duits medicus en botanicus
- 1696 - Ivan V van Rusland (29), tsaar van Rusland
- 1820 - George III (81), koning van Groot-Brittannië en Ierland
- 1829 - Paul Barras (68), Frans politicus
- 1837 - Aleksander Sergejevitsj Poesjkin (37), Russisch schrijver
- 1844 - Ernst I (60), hertog van Saksen-Coburg en Gotha
- 1860 - Stéphanie de Beauharnais (70), aangenomen dochter van Napoleon Bonaparte
- 1893 - Margaretha van Bourbon-Parma (46), prinses van Bourbon-Parma
- 1906 - Christiaan IX van Denemarken (87), koning van Denemarken
- 1922 - Bas 't Hart (70), Nederlands schipper en ondernemer
- 1928 - Douglas Haig (66), Brits generaal
- 1948 - Tomislav II van Kroatië (47)
- 1952 - Harry Kuyten (68), Nederlands graficus en kunstschilder
- 1960 - Pierre Diriken (77), Belgisch politicus en burgemeester
- 1961 - Albert Renard (83), Belgisch journalist en politicus
- 1965 - Gaston Burssens (68), Belgisch dichter en schrijver
- 1968 - Ignace Gabriel I Tappouni (88), Syrisch patriarch van Antiochië
- 1977 - Anton Beuving (74), Nederlands tekstschrijver
- 1980 - Antonio Molina (85), Filipijns componist en dirigent
- 1984 - Ada Bolten (80), Nederlands zwemster
- 1986 - Leif Erickson (William Wycliffe Anderson) (74), Amerikaans acteur
- 1988 - Rogier van Otterloo (46), Nederlands arrangeur, componist en dirigent
- 1989 - Halina Konopacka (88), Pools atlete
- 1993 - Rita Demeester (46), Belgisch schrijfster
- 1994 - Ulrike Maier (26), Oostenrijks skiester
- 1994 - Tollien Schuurman (81), Nederlands atlete
- 1998 - Coupé Cloué (72), Haïtiaans zanger
- 2001 - Lê Dung (49), Vietnamees operazangeres
- 2001 - Ninian Smart (93), Brits godsdienstwetenschapper
- 2004 - Janet Frame (79), Nieuw-Zeelands schrijver
- 2004 - Guusje Woesthoff-Nederhorst (34), Nederlands actrice
- 2005 - Ephraim Kishon (80), Israëlisch satiricus, journalist, schrijver en filmregisseur
- 2005 - Guus Zoutendijk (74), Nederlands politicus en topman
- 2006 - Nam June Paik (74), (Zuid-)Koreaans-Amerikaans kunstenaar
- 2007 - Dirk Bulkmans (50), Vlaams journalist
- 2008 - Jan van Herpen (87), Nederlands journalist, radiomaker en publicist
- 2008 - Abu Laith al-Libi (41), Libisch Al Qaidaleider
- 2008 - Mugabe Were (39), Keniaans politicus
- 2009 - Tabe Bas (81), Nederlands acteur, zanger en schaker
- 2009 - Karl Gass (91), Oost-Duits filmdocumentairemaker
- 2009 - Hélio Gracie (95), Braziliaans vechtsporter (grondlegger van het Braziliaans Jiu Jitsu)
- 2009 - John Martyn (60), Brits singer-songwriter en gitarist
- 2010 - Max Binder (98), Duits politicus
- 2011 - Zahra Bahrami (46), Iraans-Nederlands vermeend drugssmokkelaar
- 2012 - Hellen Huisman (74), Nederlands actrice
- 2012 - François Migault (67), Frans Formule 1-coureur
- 2012 - Oscar Luigi Scalfaro (93), Italiaans politicus en president
- 2013 - Frank Hahn (87), Duits-Brits econoom
- 2013 - Arif Peçenek (53), Turks voetballer en voetbaltrainer
- 2014 - François Cavanna (90), Frans schrijver en tekenaar
- 2014 - Philippe Delaby (53), Belgisch striptekenaar
- 2014 - Ildefonso Santos jr. (84), Filipijns landschapsarchitect
- 2015 - Walter Glechner (75), Oostenrijks voetballer
- 2015 - Colleen McCullough (77), Australisch schrijfster
- 2015 - Rod McKuen (81), Amerikaans zanger en dichter
- 2015 - Kel Nagle (94), Australisch golfer
- 2015 - Paul Panhuysen (80), Nederlands componist en kunstenaar
- 2015 - Ole Sørensen (77), Deens voetballer
- 2016 - Cyril Detremmerie (30), Belgisch voetballer
- 2016 - Aurèle Nicolet (90), Zwitsers fluitist en muziekpedagoog
- 2016 - Jacques Rivette (87), Frans filmregisseur
- 2016 - Achim Soltau, (77), Duits rechter en schaker
- 2017 - Joop Gouweleeuw (76), Nederlands judoka
- 2018 - Francisco Núñez Olivera (113), Spaans supereeuweling
- 2019 - James Ingram (66), Amerikaans zanger en muzikant
- 2020 - Georges-Hilaire Dupont (100), Frans bisschop
- 2020 - Chris Feijt (85), Nederlands voetballer
- 2021 - Chantal Boonacker (43), Nederlands zwemster
- 2021 - Flory Jagoda (97), Bosnisch-Amerikaans zangeres en songwriter
- 2021 - Hilton Valentine (77), Brits gitarist
- 2022 - Howard Hesseman (81), Amerikaans acteur
- 2022 - Sam Lay (85), Amerikaans blueszanger en -drummer
- 2022 - Berend Peter (76), Nederlands beeldhouwer, houtbewerker en docent
- 2022 - Bernard Quilfen (72), Frans wielrenner
- 2022 - Freddy Thielemans (77), Belgisch burgemeester
- 2023 - Heddy Lester (72), Nederlands zangeres
- 2023 - Kyle Smaine (31), Amerikaans freestyleskiër
- 2023 - Barrett Strong (81), Amerikaans soulzanger en tekstdichter
- 2023 - Annie Wersching (45), Amerikaans actrice
- 2023 - Gerhard Woitzik (95), Duits politicus
- 2024 - Dik Boutkan (73), Nederlands mimeacteur
- 2024 - Sandra Milo (90), Italiaans actrice
- 2025 - Albert Buunk (100), Nederlands ambtenaar en politicus
- 2025 - Salwan Momika (38), Iraaks-Zweeds activist
- 2025 - Bart Van Doorne (53), Belgisch journalist
- 2025 - Richard Williamson (84), Brits hulpbisschop

## Viering/herdenking
- Chinees Nieuwjaar 2006
- Gibraltar: Dag van de grondwet (2006)
- Rooms-Katholieke kalender:
  - Heilige Poppo, abt († 1048) - Gedachtenis (in Bisdom Gent)
  - Heilige Sabinianus van Troyes († c. 275)
  - Heilige Constantius van Perugia († 170)
  - Heilige Valerius van Trier († c. 320)
  - Heilige Gildas († c. 570)
  - Heilige Julianus (de Herbergzame) († 7e eeuw)
  - Heilige Paus Gelasius II († 1119)
  - Heilige Aphrahat († 4e eeuw)
  - Heilige Dallan Forghaill († 598), Iers martelaar
  - Zalige Karel van Sayn († 1212)

## Weerextremen

### Nederland
| | Officiële records            | Officiële records | Officiële records |      | Landelijke records | Landelijke records | Landelijke records      |
| Gebeurtenis | Jaar                         | Extreem           | Locatie           | Jaar | Extreem            | Locatie            |                         |
| --- | ---------------------------- | ----------------- | ----------------- | ---- | ------------------ | ------------------ | ----------------------- |
| Laagste etmaalgemiddelde temperatuur (°C) | 1947                         | −10,1             | De Bilt           |      | 1941               | −10,9              | Eelde                   |
| Hoogste etmaalgemiddelde temperatuur (°C) | 2013                         | 10,7              | De Bilt           |      | 2013               | 11,4               | Westdorpe               |
| Laagste minimumtemperatuur (°C) | 1947                         | −13,6             | De Bilt           |      | 1947               | −16,4              | Maastricht              |
| Hoogste minimumtemperatuur (°C) | 2013                         | 8,3               | De Bilt           |      | 2002 2013          | 8,8                | Valkenburg ZH Rotterdam |
| Laagste maximumtemperatuur (°C) | 1937                         | −5,6              | De Bilt           |      | 1941, 1976         | −7,0               | Eelde                   |
| Hoogste maximumtemperatuur (°C) | 2013                         | 13,0              | De Bilt           |      | 1955               | 14,8               | Maastricht              |
| Hoogste uurgemiddelde windsnelheid (m/s) | 1938                         | 15,9              | De Bilt           |      | 1927               | 22,1               | De Kooy                 |
| Hoogste windstoot (m/s) | 1960                         | 28,3              | De Bilt           |      | 1960               | 28,3               | De Bilt                 |
| Langste zonneschijnduur (uur) | 1987, 1996, 2006, 2009, 2011 | 7,9               | De Bilt           |      | 1976 1987          | 8,2                | Maastricht Gilze-Rijen  |
| Langste neerslagduur (uur) | 2010                         | 14,0              | De Bilt           |      | 2000               | 17,2               | Twenthe                 |
| Hoogste etmaalsom van de neerslag (mm) | 1946                         | 18,4              | De Bilt           |      | 1995               | 44,7               | Arcen                   |
| Laagste etmaalgemiddelde relatieve vochtigheid (%) | 1954                         | 61                | De Bilt           |      | 2006               | 55                 | Arcen                   |
| Laagste uurwaarde luchtdruk op zeeniveau (hPa) | 2015                         | 971,9             | De Bilt           |      | 2015               | 971,1              | Hoogeveen               |
| Hoogste uurwaarde luchtdruk op zeeniveau (hPa) | 1905                         | 1044,2            | De Bilt           |      | 1905               | 1044,2             | De Bilt                 |
| Officiële records worden altijd gemeten op het KNMI-weerstation in De Bilt. Landelijke records kunnen worden gemeten op elk officieel KNMI-weerstation in Nederland. |                              |                   |                   |      |                    |                    |                         |

Uitzonderlijke gebeurtenissen
- 1937 - Officieel laagste minimumtemperatuur in °C van het jaar gemeten in De Bilt: −8,0
- 1947 - Officieel laagste minimumtemperatuur in °C van het jaar gemeten in De Bilt: −13,6

### België
Dagrecords
- 1947 - Laagste etmaalgemiddelde temperatuur −9,3 °C
- 1967 - Hoogste etmaalgemiddelde temperatuur 10,6 °C
- 1947 - Laagste minimumtemperatuur −14,5 °C[10]
- 1967 - Hoogste maximumtemperatuur 14,2 °C
- 1995 en 2003 - Hoogste etmaalsom van de neerslag 19 mm

Uitzonderlijke gebeurtenissen
- 1947 - Minimumtemperatuur in Ukkel (–14,5 °C) verschilt 29,8 °C met de maximumtemperatuur van 16 januari (15,3 °C).
- 1949 - Maximumtemperatuur tot 15,9 °C op de Baraque Michel (Jalhay).
- 1998 - Mist in de streek van Rekkem (Menen) is de oorzaak van een kettingbotsing met een honderdtal wagens en acht doden.

<< · 1 · 2 · 3 · 4 · 5 · 6 · 7 · 8 · 9 · 10 · 11 · 12 · 13 · 14 · 15 · 16 · 17 · 18 · 19 · 20 · 21 · 22 · 23 · 24 · 25 · 26 · 27 · 28 · 29 · 30 · 31 · >>